# 1710年代
| 千纪： | 2千纪                                                                                            |
| 世纪： | 17世纪 \| 18世纪 \| 19世纪                                                                       |
| 年代： | 1680年代 \| 1690年代 \| 1700年代 \| 1710年代 \| 1720年代 \| 1730年代 \| 1740年代                 |
| 年份： | 1710年 \| 1711年 \| 1712年 \| 1713年 \| 1714年 \| 1715年 \| 1716年 \| 1717年 \| 1718年 \| 1719年 |

## 大事记
- 德川家繼成為幕府的第七代將軍。
- 德川吉宗成為幕府的第八代將軍。
- 康熙皇帝親征西藏。
- 歐洲諸國簽訂烏得勒支和約，西班牙王位繼承戰爭結束。

## 出生
- 1710年，威廉·弗里德曼·巴赫出生
- 1710年，路易十五出生